# Frank McKinney
Frank Edward McKinney (ur. 3 listopada 1938 w Indianapolis, zm. 11 września 1992 niedaleko Indianapolis) – amerykański pływak. Trzykrotny medalista olimpijski.
Specjalizował się w stylu grzbietowym. Debiutował na igrzyskach w 1956 i zdobył brązowy medal na dystansie 100 metrów grzbietem. Cztery lata później sięgnął po złoto w sztafecie w stylu zmiennym, indywidualnie był drugi w wyścigu na 100 metrów grzbietem. Zwyciężał na igrzyskach panamerykańskich na dystansie 100 metrów stylem grzbietowym i w sztafecie w stylu zmiennym 4 × 100 metrów zarówno w 1955, jak i w 1959.
W 1975 został przyjęty do International Swimming Hall of Fame.
Zginął w katastrofie lotniczej.